# اچ‌ام‌اس کارلیسل (دی۶۷)
اچ‌ام‌اس کارلیسل (دی۶۷) (به انگلیسی: HMS Carlisle (D67)) یک کشتی بود که طول آن ۴۵۱٫۴ فوت (۱۳۷٫۶ متر) بود. این کشتی در سال ۱۹۱۸ ساخته شد.